# Цудзии, Такаси
Сэйдзи Цуцуми (яп. 堤 清二 Цуцуми Сэйдзи, 30 марта 1927 года — 25 ноября 2013 года) — японский предприниматель, меценат и общественный деятель, известный в литературе как поэт и писатель под псевдонимом Такаси Цудзии (辻井 喬). Своей жизнью и творчеством представляет собой редкий пример плодотворного слияния высокой гуманитарной культуры и карьеры предпринимателя-новатора.

## Биография
Родился в 1927 году в Токио в семье крупного предпринимателя-олигарха Ясудзиро Цуцуми, основателя концерна «Сэйбу». Пережив разочарование в нравственных ценностях, насаждаемых отцом, и испытывая неприязнь к моральному разложению соответствующего круга, вскоре после начала учёбы на экономическом факультете Токийского университета в знак протеста вступил в Коммунистическую партию Японии, став видным активистом её молодёжной ячейки, параллельно участвуя в студенческих додзинси. Двусмысленность отношений с отцом, его отторжение и в то же время попытки понять, впоследствии станут одним из лейтмотивов творчества Цуцуми, найдя своё логическое завершение в «Портрете отца» (2004). В 1951 году окончил Токийский университет. Перенесённый в те годы Цуцуми туберкулёз лёгких способствовал сближению с отцом и возобновлению казалось бы уже разорванных отношений. После выздоровления Цуцуми стал работать личным секретарём отца, бывшего в то время спикером палаты представителей японского парламента В те же годы начал пробовать себя в поэзии. В 1954 году поступил на службу в супермаркет, принадлежавший концерну отца, начав тем самым свою деловую карьеру. Назначение Цуцуми на должность директора супермаркета в 1955 году совпало с публикацией первого сборника стихов «Шаткое утро» (不確かな朝), напечатанного под псевдонимом Такаси Цудзии. Известность Цудзии-поэту принёс сборник «Чужестранец» (異邦人), удостоенный литературной премии Муро Сайсэя. С тех лет и до сегодняшних дней он продолжает вести двойную жизнь предпринимателя Цуцуми и поэта Цудзии.
После смерти отца в 1964 году его «империю» унаследовал не Цуцуми, как ожидалось многими, а его сводный брат Ёсиаки. Событиям этих во многом переломных для Цуцуми лет посвящена повесть «Пора колебаний» (彷徨の季節の中で, 1969), ставшая его первой прозаической работой. В результате принятия ряда нетривиальных и прозорливых решений в 1970-е годы Цуцуми постепенно выдвинулся в число центральных фигур японского финансового мира: им были созданы новаторская сеть народных универмагов и круглосуточных дежурных магазинов, фонд культуры «Сэзон», инвестиционные компании, сети отелей, меценатское объединение крупнейших торговых и промышленных фирм, направленных на финансирование искусства, и др. Деятельность Цуцуми того периода запечатлена в автобиографической повести «Самая обычная весна» (いつもと同じ春, 1983, премия Хирабаяси).
В 1982 году стал почётным гостем-профессором Моcковского университета, а в 1993 году — почётным доктором Моcковского университета.
Начало 1990-х, сопровождавшихся экономическим кризисом, сменившим годы бурного роста, ознаменовало смещение приоритетов: от Цуцуми-предпринимателя в пользу Цудзии-литератора. В 1992 году вышел поэтический сборник «Ультрамарин, мой намёк» (群青、わが黙示, премия Таками). За ним последовала повесть «Радуга на мысе» (虹の岬, 1994, премия Танидзаки), где вновь в автобиографичных тонах Цудзии обратился к теме многогранности человеческой природы. Своего рода итоговой работой Цудзии-писателя стала книга «Портрет отца» (父の肖像, 2004, премия Номы). В 2005 году был награждён Императорской премией Японской академии искусств. Продолжал активно публиковаться до смерти 25 ноября 2013 года. Выпущенный в 2009 году сборник «Наброски к автобиографии в стихах» (自伝詩のためのエスキース) был удостоен Премии поэтов гэндайси.

## Творчество
Поэтическое творчество Цудзии пронизано интенсивной рефлексией над событиями прошлого, включая память о войне и своей революционной юности. Поэтика отличается амбивалентностью образов и сложным переплетением японской художественной традиции с завоеваниями экспериментальной западной поэзии XX века. Цудзии направлен на осмысление многомерности действительности и пытается нащупать понимание собственной роли и судьбы в её неразрывной взаимосвязи с устройством вселенной.

## Издания на русском языке
- Цудзии Такаси. Постоянство памяти / Пер. А. Долина. — СПб.: Гиперион, 2003. — 240 с. — ISBN 5-89332-072-7.